# SWAG WALK
「SWAG WALK」（スワッグ・ウォーク）は、日本のヒップホップMC・AK-69が発売した7作目のシングル。

## 概要
- 前作「SWAG IN DA BAG」から半年ぶりのシングル。
- 4作目のシングル「IRON HORSE -No Mark-/LET'S PARTY」以来3作ぶりの1形態による発売。
- 前作同様、ノンタイアップシングルとなっている。

## 収録曲
1. SWAG WALK [4:09]
  - 作詞 : AK-69 / 作曲 : AK-69,KING DAVID
2. NEW DAY [2:51]
  - 作詞 : AK-69 / 作曲 : AK-69,DJ DOPEMAN

## 収録アルバム
- The Independent King (#1,2)